# Коновалов, Александр Борисович
Алекса́ндр Бори́сович Конова́лов (род. 14 декабря 1975, Кемерово) — российский историк и политолог, специалист по политической истории Сибири второй половины XX века. Доктор исторических наук (2007), доцент (2005).

## Биография
Родился 14 декабря 1975 года в Кемерово в семье врачей. Мать — Еланцева Нонна Витальевна (род. 1939), детский хирург, почетный гражданин Кемеровской области. По материнской линии принадлежит к потомкам томского купеческого рода Вытновых. Отец — Коновалов Борис Иванович (1937—2021), врач-радиолог. Дед по линии отца Иван Дмитриевич Коновалов (1901—1990) — двоюродный брат известного российского германиста, главного научного сотрудника Центра истории международных отношений Института всеобщей истории РАН А. М. Филитова.
В 1992 году окончил физико-математическую гимназию № 1 в г. Кемерово и поступил на исторический факультет Кемеровского государственного университета, который окончил с отличием в 1997 году.
Обучался в очной целевой аспирантуре по кафедре новейшей отечественной истории, которую окончил досрочно в связи с защитой в 1999 году кандидатской диссертации.
С 1999 по 2007 год работал старшим научным сотрудником отдела информации Государственного архива Кемеровской области.
С 2001 по 2004 год обучался в очной докторантуре по специальности «Отечественная история» в Кемеровском государственном университете.
Приказом министра образования и науки РФ от 21 декабря 2005 года присвоено учёное звание доцента по кафедре политических наук.
10 ноября 2006 года в диссертационном совете при Кемеровском государственном университете успешно защитил диссертацию на соискание учёной степени доктора исторических наук по теме «Формирование и функционирование номенклатурных кадров органов ВКП(б)-КПСС в регионах Сибири (1945—1991)». Официальные оппоненты — В. П. Андреев (Томск), Ю. А. Петрушин (Иркутск), С. Г. Сизов (Омск).
В 2011 году с отличием окончил юридический факультет Кемеровского государственного университета (второе высшее образование).
В 2013—2014 годах обучался на Президентской программе управленческих кадров для организаций народного хозяйства в Российской Федерации по направлению «Менеджмент» (тип подготовки «А») в Кузбасском государственном техническом университете (Кемерово).
В 2018 году в Кемеровском государственном университете с отличием окончил магистерскую программу по направлению 46.04.02 «Документоведение и архивоведение» (профиль «Документационные процедуры в государственных и коммерческих организациях»).
В сентябре 2003 года избран доцентом кафедры политических наук, в октябре 2007 года профессором кафедры политических наук, с сентября 2016 по август 2018 года — профессор кафедры истории России, с сентября 2018 года по август 2022 года — профессор кафедры философии и общественных наук, с 01 сентября 2022 по 01 сентября 2024 года профессор кафедры истории России, с 01 сентября 2024 года по настоящее время профессор кафедры истории России и основ российской государственности института истории и международных отношений Кемеровского государственного университета.

## Научная деятельность

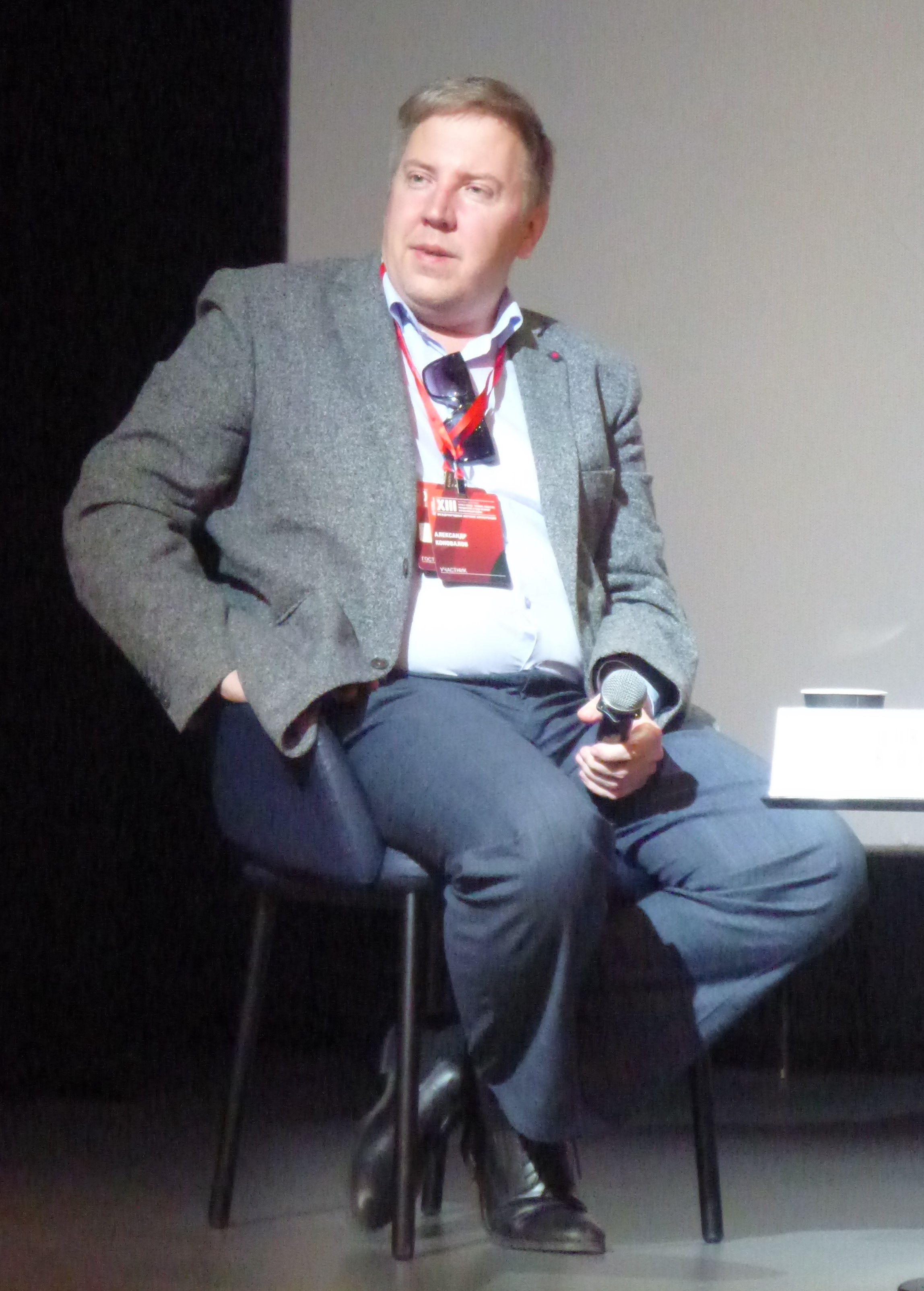
Александр Коновалов на XIII Международной научной конференции «История сталинизма» в Ельцин-центре, 22 июня 2021 года

Автор около 200 научных, учебно-методических и публицистических работ в области политической истории, политической биографии, исторического краеведения. Наиболее важные результаты исследований связаны с реконструкцией биографий сибирских первых секретарей краевых и областных комитетов ВКП(б)-КПСС, определением их вклада в социально-экономическое и политическое развитие регионов Сибири.
Предложил оригинальные методики биографической реконструкции советской региональной элиты с использованием документов системы партийного учёта, что нашло отражение в подготовленном двухтомном биографическом справочнике «Депутатский корпус Кузбасса. 1943—2003». Выявил типичные социально-профессиональные характеристики партийной номенклатуры регионов Сибири, установил основные формы взаимоотношений региональных партийных лидеров с руководителями министерств и ведомств, отраслевых отделов ЦК КПСС. Раскрыл механизмы социального расслоения, этапы эволюции системы льгот и привилегий в среде регионального партийного и советского руководства.
А. Б. Коноваловым проводились исследования в рамках выигранных грантов Российского гуманитарного научного фонда:
- «Феномен лоббизма в номенклатурной системе эпохи „застоя“: механизмы конкуренции отраслевых и региональных интересов». (целевой конкурс поддержки молодых учёных, проект № 10-01-00582м/Мл).
- Грант Российского гуманитарного научного фонда «Социальные трансформации сибирской номенклатурной элиты ВКП(б)-КПСС: факторы, динамика, последствия (1945—1991)». Проект № 16-01-00240а.

Выступал с лекциями и интервью по проблемам исторического краеведения и политической элитологии советского периода, в том числе в интернет-журнале Gefter.ru
Является одним из инициаторов краеведческого лектория «Кузбасс — взгляд в историю», целью которого является популяризация наиболее важных и дискуссионных страниц истории региона.
В июне 2023 года вышла коллективная монография «Город Кемерово: страницы истории (1918—1991)», в которой А. Б. Коноваловым представлены результаты архивных изысканий по проектированию областного центра в послевоенное время, общественно-политической жизни, проблемам и противоречиям в развитии Кемерова конца 1940-х — начала 1990-х годов.
Осенью 2023 года выступил организатором работы секции по экономической истории в рамках международной научно-практической конференции «Развитие производительных сил Кузбасса: история, современный опыт, стратегия будущего». 22 ноября 2023 года состоялась встреча ведущих ученых в области экономической истории с губернатором Кузбасса С. Е. Цивилевым.
В конце 2024 года в Москве в рамках проекта «История Кузбасса в трех томах» тиражом 600 экземпляров была отпечатана книга 1 тома 3 (1941—1991) общим объёмом 71,5 п.л.
Единоличным автором новой книги стал А. Б. Коновалов. В этой работе на основе широкого круга источников (около 2,5 тысячи ссылок на материалы периодической печати, архивные документы десяти федеральных и региональных архивов, свыше 820 иллюстраций) раскрыты проблемы, тенденции и противоречия регионального развития за период с 1941 по 1964 годы.

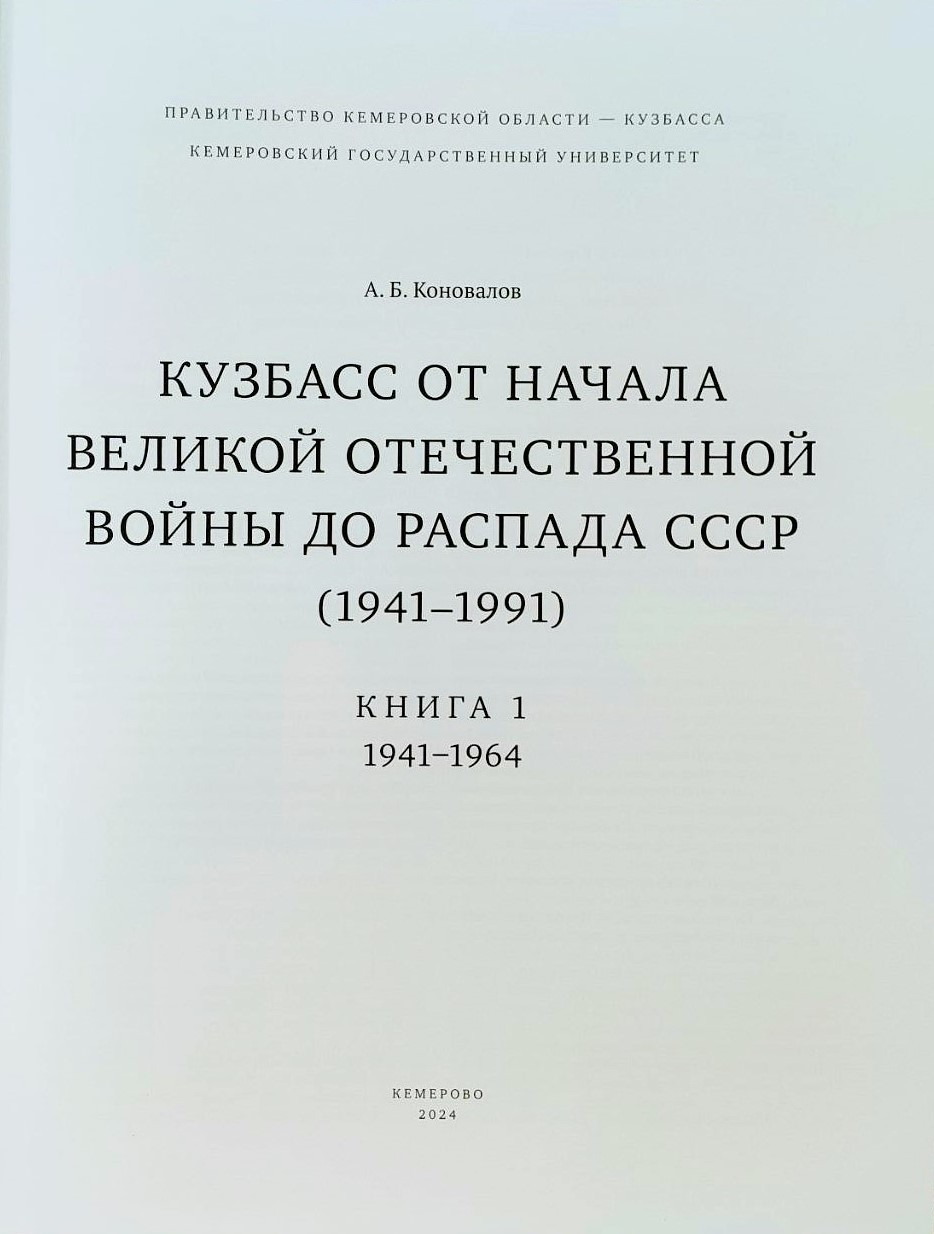
Титульный лист книги 1 тома 3 «Истории Кузбасса в трех томах» (2024 год)

## Подготовленные кандидаты и доктора наук
Под научным руководством и при научном консультировании А. Б. Коновалова защищены:
- кандидатская диссертация Натальи Эдуардовны Буфиной «Развитие добычи угля открытым способом в Кузбассе: организационные, производственные и социальные аспекты (середина 80-х гг. XX в. — первое десятилетие XXI в.)»[18]. Специальность 07.00.02 — отечественная история. Кемерово, 2011.
- кандидатская диссертация Дмитрия Петровича Сарина «Особенности формирования трудовых ресурсов угольной промышленности Кузбасса в 1920-х — начале 1930-х гг.»[19]. Специальность 07.00.02 — отечественная история. Кемерово, 2020[20].
- докторская диссертация Светланы Владимировны Зяблицевой «Формирование и развитие социально-культурной сферы Западной Сибири (начало 1920-х — середина 1950-х гг.)»[21]. Специальность 07.00.02 — отечественная история. Кемерово, 2012.
- докторская диссертация Дмитрия Васильевича Воронина по теме «Развитие института государственного арбитража и его влияние на советскую экономику: союзно-республиканский и региональный аспекты (1922—1991 гг.)»[22]. Специальность 07.00.02 — отечественная история. Томск, 2016[23].

## Экспертная деятельность
Регулярно выступает в прессе как эксперт в сфере региональной политики и общественных отношений, комментирует рейтинги сибирских губернаторов. В феврале 2015 года в интервью интернет-сайту РБК заявил об уверенности в выдвижении губернатора Кемеровской области А. Г. Тулеева на новый срок, несмотря на распространение данным изданием информации о готовящейся отставке Амана Тулеева.
17 апреля 2018 года имел приватную беседу с председателем Совета народных депутатов Кемеровской области Аманом Тулеевым, после чего заявил в средствах массовой информации о скором прекращении Тулеевым политической деятельности.

## Общественно-политическая деятельность
В 2009 году был включён в резерв управленческих кадров, находящихся под патронажем Президента Российской Федерации («президентскую тысячу»).
В 2012 году Центральной избирательной комиссией был зарегистрирован доверенным лицом кандидата в Президенты Российской Федерации Владимира Владимировича Путина.
Член регионального штаба Общероссийского народного фронта в Кемеровской области в 2013—2018 гг.
Заместитель председателя общественного совета при Главном управлении МВД РФ по Кемеровской области (по вопросам профилактики преступлений и правонарушений, повышению уровня общественного доверия к органам внутренних дел) с 2014 до ноябрь 2019 г..

## Награды и премии
- Памятная медаль «Патриот России» Российского государственного военного историко-культурного центра при Правительстве Российской Федерации (Росвоенцентра)
- Лауреат премии Кузбасса (2010).
- Почётный знак «Золотой знак „Кузбасс“» (2006).
- Медаль Кемеровской области «За особый вклад в развитие Кузбасса» III степени (2004).
- Медаль Кемеровской области «За служение Кузбассу» (2005).
- Медаль Кемеровской области «За веру и добро» (2004).
- Медаль Алексея Леонова (2015).

## Научные труды
- Депутатский корпус Кузбасса. 1943—2003: Биографический справочник. В 2-х т. Т. 1. А — Л / Автор-сост. А. Б. Коновалов. Кемерово: Кн. изд-во, 2002. 584 с. ISBN 5-7550-0474-9 (тираж 1000 экз.).
- Депутатский корпус Кузбасса. 1943—2003: Биографический справочник. В 2-х т. Т. М — Я / Автор-сост. А. Б. Коновалов. — Кемерово: Кн. изд-во, 2003. — 616 с. ISBN 5-7550-0474-9 (тираж 1000 экз).
- Коновалов А. Б. Архивные источники для изучения биографий региональных руководителей ВКП(б)-КПСС // Отечественные архивы. — 2004. — № 4. — С. 68-74.
- Коновалов А. Б. История Кемеровской области в биографиях партийных руководителей (1943—1991). Монография. — Кемерово: Кузбассвузиздат, 2004. — 492 с. ISBN 5-202-00423-08 (тираж 1700 экз).
- Коновалов А. Б. Партийная номенклатура Кузбасса в годы «послевоенного сталинизма» и «оттепели» (1945—1964): монография. — Кемерово: Скиф, 2005. — 312 с.
- Коновалов А. Б. Эволюция номенклатурных льгот и привилегий в период «позднего сталинизма» (1945—1953) // Номенклатура и номенклатурная организация в России XX века: материалы Интернет-конференции «Номенклатура в истории советского общества». — Пермь: редакционно-издательский отдел ПГТУ, 2004. — С. 161—179.
- Угольный Кузбасс: страницы истории / Авт. коллектив: Ю. И. Дьяков, А. П. Кузьмин, А. Б. Коновалов, А. Д. Паршуков; Адм. Кемеровской обл., департамент топливно-энергетического комплекса Кемеровской обл. — Кемерово: РИФ «Сибирский бизнес», 2005. — 428 с.: ил. (тираж 1000 экз.)
- Коновалов А. Б. 100 лет Советам в России. — Кемерово: Кузбассвузиздат, 2005. — 28 с.
- Коновалов А. Б. Партийная номенклатура Сибири в системе региональной власти (1945—1991). — Кемерово: Кузбассвузиздат, 2006. — 636 с. ISBN 5-202-00899-6. (тираж 500 экз.)
- Коновалов А. Б. Формирование и функционирование номенклатурных кадров органов ВКП(б)-КПСС в регионах Сибири (1945—1991): дис. …докт. ист. наук. — Кемерово, 2006. — 744 с.
- Коновалов А. Б. Формирование и функционирование номенклатурных кадров органов ВКП(б)-КПСС в регионах Сибири (1945—1991): автореф. дис. …докт. ист. наук. — Кемерово, 2006. — 54 с.
- Коновалов А. Б. Материально-техническое и хозяйственно-бытовое обеспечение партийной номенклатуры Западной Сибири в период «перестройки» (1985—1991) // Сибирь: XX век. Межвуз. сб. научн. трудов. Вып. 5 / под ред. С. В. Макарчука. — Кемерово: Кузбассвузиздат, 2007. — С. 146—165.
- Угольный Кузбасс: история шахтёрского труда в достижениях и рекордах / Авт. колл.: Ю. И. Дьяков, А. Б. Коновалов, А. Д. Паршуков. — Кемерово: АРФ, 2007. — 428 с.
- Коновалов А. Б. Модернизация системы номенклатурных льгот и привилегий: опыт хрущевских реформ (1953—1964) // Исторический ежегодник. 2007. / Сибирское отделение РАН. Ин-т истории. — Новосибирск: Изд-во «Рипэл», 2007. — С. 6-20.
- Коновалов А. Б. Эволюция политических настроений сибирской партноменклатуры в годы «перестройки» (1985—1991) // Сибирь: XX век: межвузовский сб. научных трудов / под ред. С. В. Макарчука. — Кемерово: Кузбассвузиздат, 2007. — Вып. 6. — С. 157—166.
- Коновалов А. Б. Проблемы политического управления регионами востока России (1945—1964) в современной отечественной историографии // Исторические исследования в Сибири: проблемы и перспективы. Сибирское отделение РАН. Ин-т истории. — Новосибирск: Параллель, 2007. — С. 23-35.
- Коновалов А. Б. Региональные партийные лидеры Сибири в эпоху «застоя»: персональный состав и стиль руководства (середина 1960-х первая половина 1980-х годов) // Регионы России: экономика, культура, история. Материалы международной научно-практической конференции. — Березники Пермского края, 2009. — С. 567—571.
- Коновалов А. Б. Диссиденты в Сибири в середине 1950-х — начале 1980-х годов // Власть и общество в Сибири в XX веке. Сборник научных статей / Науч. ред. В. И. Шишкин. — Новосибирск: Ин-т истории СО РАН, 2010. — С. 238—256.
- Коновалов А. Б. Беседа со сталинским наркомом Александром Николаевичем Задемидко в 2000 году // Разыскания: Историко-краеведческий альманах / сост. Л. Ф. Кузнецова. — Кемерово: Примула, 2010. — Вып. 8. — С. 215—238.
- Коновалов А. Б. Кризис института регионального лидерства КПСС на завершающем этапе «перестройки» (1990—1991) // Права и свободы человека: теория, история и практика (к 20-летию отмены статьи 6 Конституции СССР): материалы всероссийской научной конференции (Омск, 25-26 марта 2010 г.). /отв. ред. С. А. Величко. — Омск: Омский юридический институт, 2010. — С. 231—235.
- Коновалов А. Б. Периодизация формирования и развития органов законодательной власти в Кемеровской области (1990—2000-е) // Представительная и законодательная власть: история и современность: материалы науч.-практ. конф. / под общ. ред. С. В. Землюкова. — Барнаул: ООО «Изд. дом „Барнаул“», 2010. — С. 312—322.
- Коновалов А. Б. Экологическая ситуация в Кузбассе во второй половине 1960-х — середине 1980-х годов: региональные проблемы и ведомственные интересы // Исторические исследования в Сибири: проблемы и перспективы: Сборник статей. / Сибирское отделение РАН. Ин-т истории. — Новосибирск: Параллель, 2010. — С. 231—237.
- Дерюшев А. В., Коновалов А. Б., Нестерова О. А. У истоков высшего горного образования в Кузбассе // Вестник Кузбасского государственного технического университета. 2011. — № 1. — С. 168—178 (в соавт. с А. В. Дерюшевым и О. А. Нестеровой).
- Коновалов А. Б. Товарищ министра снабжения Временного Сибирского правительства В. П. Вытнов (1878—1928) // История Белой Сибири: сборник научный статей / ред. С. П. Звягин. — Кемерово, 2011. — С. 162—166.
- Коновалов А. Б. Инициативы региональных органов ВКП(б)-КПСС по развитию социокультурной сферы Сибири (середина 1940-х — середина 1970-х годов) // Вестник Кемеровского государственного университета культуры и искусств. 2012. — № 2. Часть II. С. 53-61.
- Коновалов А. Б. Влияние партийного руководства Сибири на развитие высшей школы во второй половине 1940-х — 1950-е годы // Вестник Кемеровского государственного университета культуры и искусств. 2012. — № 2. Часть II. С. 68-76.
- Коновалов А. Б. Кемеровский областной Совет народных депутатов в период становления институтов представительной демократии (1990—1993) // Власть и общество в Сибири в XX веке. Выпуск 4. Сборник научных статей / Науч. ред. В. И. Шишкин. [Ин-т истории СО РАН; Новосибирский национальный исследовательский государственный университет; научно-образовательный центр «Историческое сибиреведение»]/ — Новосибирск: Параллель, 2013. — C. 244—259.
- Коновалов А. Б. Томский купеческий род Вытновых в середине XIX — начале XX века: источниковедческие возможности изучения // Сибирское купечество: истоки, деятельность, наследие. Материалы Всероссийской научной конференции, г. Томск. 11-13 апреля 2014 года, Томск: Издательство ТГАСУ, 2014. С. 248—253.
- Коновалов А. Б. Рецензия на книгу: Калинина О. Н. Партийные и советские руководители Западной Сибири в 1945—1964 гг.: опыт исторического анализа. Новосибирск: Параллель, 2014. 435 с. // Вестник Новосибирского государственного университета. Серия: История, филология. 2014. Том 13. Выпуск 8: История. С. 184—191 (0,5 п.л.).
- Коновалов А. Б. Внутриаппаратные взаимоотношения в сибирских региональных комитетах КПСС в контексте институционального реформирования конца 1980-х — начала 1990-х годов // Власть и общество в Сибири в XX веке. Сборник научных трудов. Вып. 5 / Научный редактор В. И. Шишкин. Новосибирск: Параллель, 2014. — С. 170—187.
- Коновалов А. Б. История создания Кемеровской области в 1943 году: иллюстрированный очерк. — Кемерово: ООО «Принта», 2015. — 28 с.
- Коновалов А. Б. Система взаимоотношений партийной номенклатуры центра и регионов в период позднего сталинизма: институты, традиции, практики, 1945—1953 гг. // Советское государство и общество в период позднего сталинизма. 1945—1953 гг.: материалы VII международной научной конференции. Тверь, 4-6 декабря 2014 г. — М.: Политическая энциклопедия; Президентский центр Б. Н. Ельцина, 2015. — С. 270—279.
- Коновалов А. Б. Сибирские региональные комитеты КПСС в середине 1960-х — первой половине 1980-х годов: эволюция каналов и форм коммуникации с населением // Власть и общество в Сибири в XX веке. Сборник научных трудов. / Научный редактор В. И. Шишкин. Новосибирск: Институт истории СО РАН, Параллель, 2015. Выпуск 6. — С. 249—265.
- Коновалов А. Б. Политика укрепления потенциала угольной промышленности Кузбасса в 1941—1945 гг. (по документам федеральных архивов) // Шахтёрские города Кузбасса в годы Великой Отечественной войны (1941—1945): материалы региональной научно-практической конференции Прокопьевск, 28 мая 2015 г.) / науч. ред. А. Б. Коновалов. — Кемерово: АИ «Кузбассвузиздат», 2015. — С. 12-33.
- Коновалов А. Б. Время трудных решений. О вкладе В. И. Зоркальцева в социально-экономическое развитие Томской области в 1986—1990 гг. // Дороги жизни. Воспоминания о Викторе Ильиче Зоркальцеве [Текст]. — Томск : Изд-во Том. гос. архит.-строит. ун-та, 2016. — С. 27-40.
- Коновалов А. Б. Культурные потребности регионов Западной Сибири в представлениях партийного руководства эпохи «позднего сталинизма» (1945—1953) // Вестник КемГУКИ. 2017. № 3 (40). С. 87-96.
- Коновалов А. Б. Практики лоббирования региональных интересов в эпоху «застоя» (вторая половина 1960-х — первая половина 1980-х годов) // Общество: философия, история, культура. Научный журнал. 2017. № 7. С. 112—116.
- Коновалов А. Б. Политическая история России и зарубежных стран: Древний мир, Средневековье, Новое время: учебно-методическое пособие / А. Б. Коновалов; ФГБОУ ВО «КемГУ». — Кемерово: АИ «Кузбассвузиздат», 2017. — 136 с. ISBN 978-5-202-01388-1.
- Коновалов А. Б. Отражение повседневной деятельности купцов Вытновых в документах государственного архива Томской области // Сибирское купечество: истоки, деятельность, наследие. Материалы Второй всероссийской научной конференции. Томск: Изд-во Томского государственного архитектурно-строительного университета, 2017. С. 166—173.
- Коновалов А. Б. Динамика качественных изменений в составе номенклатурных кадров аппарата городских и районных комитетов КПСС в Сибири (вторая половина 1960-х — первая половина 1980-х гг.) // Общество: философия, история, культура. Научный журнал. 2017. № 12. С. 150—155.
- Коновалов А. Б. Политическая история России и зарубежных стран: Новейшее время: учебно-методическое пособие / А. Б. Коновалов; ФГБОУ ВО «КемГУ». Кемерово: АИ «Кузбассвузиздат», 2017. 160 с. ISBN 978-5-202-01397-3.
- Gritskevich T.I., Kazakov E. F., Konovalov A. B. Value Of Reforming Social And Economic Models Of Interaction In Society Development // International Conference on Research Paradigms Transformation in Social Sciences. 18-21 may Tomsk: Tomsk Polytechnic University, 2017. P. 420—428. http://dx.doi.org/10.15405/epsbs(2357-1330).2018.2
- Коновалов А. Б. Повседневные управленческие практики городских и районных номенклатурных кадров Западной Сибири в период «позднего сталинизма» // Личность, общество и власть в истории России: сборник научных статей, посвященных 70-летию д.и.н., профессора В. И. Шишкина / редкол.: Т. И. Морозова, В. М. Рынков (отв. ред.), А. И. Савин (отв. ред.) Ин-т истории СО РАН. Новосибирск: Изд-во СО РАН, 2018. С. 471—492.
- Коновалов А. Б. Создание Кемеровской области: факты и участники (1943—1945): иллюстрированный очерк. Кемерово: ООО «Принта», 2018. 36 с.
- Коновалов А. Б. Идеи региональных лидеров КПСС по совершенствованию системы управления экономикой во второй половине 1960-х — середине 1980-х гг. (на материалах Сибири) // Вестник Кемеровского государственного университета. — 2018. № 4 (56). Т. 4. C. 47-57.
- Кемеровский государственный университет: очерки предыстории и становления в советский период (1949—1991): монография / А. Б. Коновалов (рук. авт. кол.), А. В. Блинов, А. Н. Ермолаев, А. Ю. Карипнец. Кемерово, 2019. 614 с. Тир. 500 экз. ISBN 978-5-8353-2551-1[31]
- Угольщики Великой Победы: к 75-летию Победы в Великой Отечественной войне. Монография / В. Д. Грунь, А. Б. Коновалов, Ф. Н. Сидоренко и др. М.: Изд-во «Красивая книга», 2020. 116 с. ISBN 978-5-904039-08-0
- Кузбасс в пространстве Сибири: руководители территории в начале XVIII — первой половине XX веков: историко-биографический справочник / автор-составитель Коновалов А. Б. Кемерово: Принта, 2021. 207 с. ил., цв. ил., карт., портр., цв. портр.; ISBN 978-5-604-58877-2 (тираж 1000 экз.)
- Кузбасс в документальных памятниках: 300 уникальных и значимых документов по истории Кузбасса XVII — начала XXI века / авт.-сост.: А. Ю. Карпинец, А. Н. Ермолаев, А. Б. Коновалов, М. Г. Леухова, Л. А. Скрябина, И. Ю. Усков. Кемерово: Кузбасская медиа-группа, ArtAvis, 2021. 400 с.; ISBN 978-5-604-47187-6 (1500 экз.).
- Город Кемерово. Страницы истории (1918—1991 годы): монография / И. Ю. Усков, А. Б. Коновалов, Н. С. Ковалева и др. Кемерово: Кузбассвузиздат, 2023. 383 с. ISBN 978-5-202-01544-1 (тираж 1000 экз.)
- История Кузбасса в трех томах. Том 3. Коновалов А. Б. Кузбасс от начала Великой Отечественной войны до распада СССР (1941—1991). Книга 1. 1941—1964. Кемерово: ArtAvis, 2024. 568 с. ISBN 978-5-605-26454-5 (тираж 600 экз.).